# Santa Rita do Pardo
Santa Rita do Pardo est une municipalité brésilienne de l'État de Mato Grosso do Sul et la Microrégion de Três Lagoas.